# Velitelství Hvězdné brány

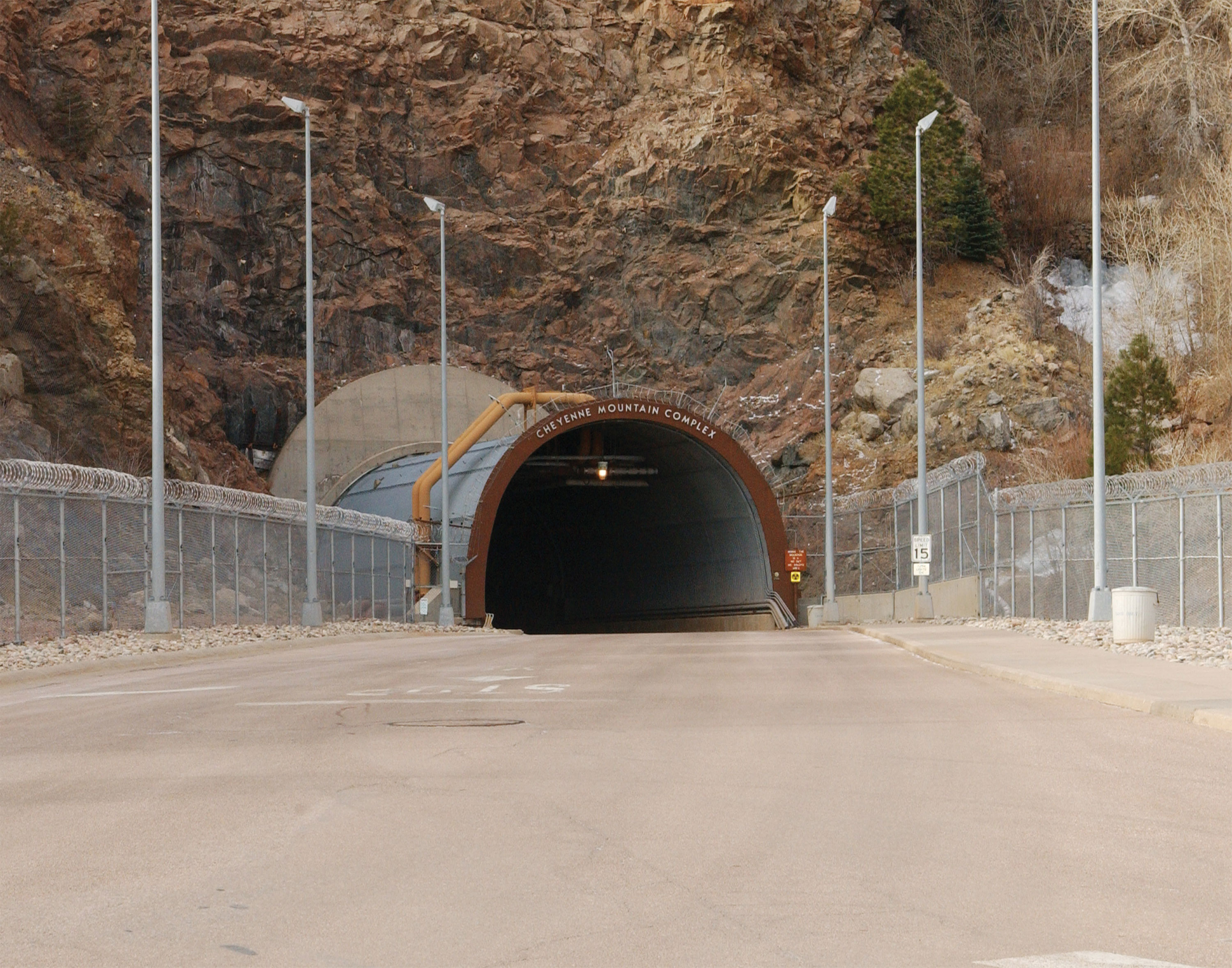
Vjezd do vojenské základny

Velitelství Hvězdné brány (v angličtině Stargate Command, zkracováno na SGC) je fiktivní přísně tajná vojenská základna ve sci-fi seriálech Hvězdná brána, Hvězdná brána: Atlantida a Hvězdná brána: Hluboký vesmír. Je umístěna v komplexu pod Cheyennskou horou nedaleko Colorado Springs, což je inspirováno skutečným zařízením Severoamerického velitelství protivzdušné obrany (NORAD). SGC je pověřena provozováním Hvězdné brány a všech záležitosti týkající se cizích planet nebo misí k získávání nových technologií od mimozemských civilizací. Zaměstnává vědecké odborníky, vojenský personál a je hlavní základnou SG týmů.

## Historie hvězdné brány
Moderní historie programu Hvězdné brány začíná, když byla odhalena hvězdná brána v Egyptě v roce 1928. Zařízení bylo posléze převezeno do Spojených států v roce 1939, aby bylo schováno před Nacisty. Později bylo zařízení nainstalováno v Cheyenne Mountain v Coloradu (v Creek Mountain v Coloradu ve filmu Hvězdná brána). Ve filmu, Dr. Daniel Jackson dešifruje způsob fungování Hvězdné brány a je poslán s týmem na planetu, kde se setkává s goa'uldem Ra, kterého zničí a osvobodí místní obyvatele z otroctví. Ve víře, že existuje jediný možný cíl, na který se dá skrze Hvězdnou bránu projít, nebyly uskutečněny žádné další mise a program byl ukončen.  
V úvodní epizodě seriálu Hvězdná brána Děti Bohů je odhalena existence další vážné mimozemské hrozby pro Zemi, goa'uld Apophis. Zjišťuje se, že ve skutečnosti existují tisíce planet přístupných skrze Hvězdnou bránu. Následkem toho, Spojené státy zakládají velitelství Hvězdné brány uvnitř Cheyenne Mountain a pověřují devět týmů (jejichž počet se v průběhu seriálu zvyšuje), aby cestovaly bránou a odhalily hrozby, vyjednávaly s dalšími civilizacemi a získávaly technologii pro obranu Země. 

## Přehled
Základna se nachází několik stovek metrů pod horou Cheyenne v Coloradu. To umožňuje základně odolat chemickému i nukleárnímu útoku, nicméně není chráněna proti přímému útoku Goa'uldů jak se ukázalo v alternativní realitě v epizodě Paralelní svět. 

## Vybavení velitelství a technologie

### Místnost s bránou
Místnost s bránou se nachází v 28. patře pod zemí. Hvězdná brána je chráněna nejen technologií IRIS (titano-triniový štít těsně před horizontem událostí hvězdné brány), ale také obrannou jednotkou. 

### Řídící místnost
Ve 28. patře se také nachází řídící místnost s vytáčecím počítačem kterou lze chránit pancéřovými dveřmi. Odsud jsou kontrolovány všechny příchozí a odchozí červí díry a také ovládaní IRIS. Druhé, manuální ovládání je přímo v místnosti s bránou. 

### Autodestrukční zařízení
Ve 28. patře se nachází také autodestrukční zařízení. Pro jeho aktivaci a deaktivaci musí dva důstojníci zadat kódy a otočit klíčem v rozhraní na opačných koncích zařízení. Autodestrukční zařízení má sílu na zničení celé hory a základny pod ní. 

### Zasedací místnost
Ve 27. patře se nachází zasedací místnost, která slouží jako konferenční prostor pro jednotky SG, jejich velících důstojníků a velitele základny, stejně jako neutrální území pro návštěvy z cizích planet. Z této místnosti je přímý výhled na celou místnost s bránou. Do zasedací místnosti vedou schody přímo z řídící místnosti. 

### Kancelář velitele základny
Ve 27. patře naproti zasedací místnosti je kancelář velitele základny. 

### Ošetřovna
Ve 24. patře je umístěna ošetřovna.  Je vybavena pro většinu zdravotnických potřeb týkajících se cestování bránou. Zde sídlí i hlavní lékař SGC.

### Další místnosti
Na základně jsou dále ubikace pro personál, skladiště, zbrojnice, laboratoře, archiv, rozvodna energie, nouzové východy, které vedou až přímo na povrch.

## Alternativní stanoviště
SGC vybudovalo mimozemskou základnu nazvanou Stanoviště Alfa. Zpočátku sloužila jako místo pro evakuaci vybraných elitních osob Spojených států v případě invaze Goa'uldů. Později začala sloužit jako záchranné stanoviště pro SG týmy, kterým se nepodařilo kontaktovat přímo SGC na Zemi. Toto stanoviště využilo i několik spojenců Země, hlavně Tok'rové a Jaffové, kteří jej využili k ukrytí se před Goa'uldy. Stanoviště Alfa také slouží jako dočasný domov pro jakékoliv velké skupiny lidí, které byly evakuovány z jejich domovských planet a také jako zkušební zařízení pro testování nového prototypu kosmického plavidla.
Poté, co se Anubis při zkoumání mysli Jonase Quinna dozvídá o umístění prvního Stanoviště Alfa, je vybudováno druhé Stanoviště Alfa. Několik měsíců po jeho vybudování bylo zničeno útokem několika Kull bojovníků v epizodě Umíráček a bylo opuštěno.  
Třetí Stanoviště Alfa bylo vybudováno uvnitř hory na P4X-650 a má vzletovou a přistávací dráhu pro F-302. RepliCarter navštěvuje toto zařízení v epizodě Blíženci, aby se zbavila Pátého a dozvěděla se více o Antické protireplikátorské zbrani.

## Velitelé základny
- gen. major West - film Hvězdná brána
- gen. major George Hammond - 1. až 7. série seriálu Hvězdná brána
- gen. major Bauer - 4. série seriálu Hvězdná brána, epizoda Řetězová reakce
- Dr. Elizabeth Weirová - 7. a 8. série seriálu Hvězdná brána, epizody Ztracené město a Časy se mění
- brigádní generál Jack O'Neill - 8. série seriálu Hvězdná brána, Stargate: Hluboký vesmír
- gen. major Hank Landry - 9. a 10. série seriálu Hvězdná brána, Hvězdná brána: Archa pravdy, Hvězdná brána: Návrat, Hvězdná brána: Atlantida